# Eudes de Vermandois
Eudes de Vermandois, nascut cap a 915, mort després 946, va ser comte de viena de 928 a 931 (o més probablement vescomte) i comte d'Amiens de 941 a 944. Era fill de Herbert II, comte de Vermandois, i d'Adela de França.
Hug d'Arle comte titular de Viena (895-921 o 923) i rei d'Itàlia (925-946) li hauria confiat el comtat (vescomtat) vers el 928 però no se sap si va exercir realment aquest càrrec. En qualsevol cas, la ciutat fou tinguda per Carles Constantí de Viena des de vers el 931 o 935. El 938 es va barallar amb el seu pare i es va aliar amb el rei Lluís IV d'Ultramar, que li va donar la ciutat de Laon el 938, i després el comtat d'Amiens el 941. Fou tanmateix expulsat d'Amiens per les tropes reials el 944. Ja no és citat pels documents després de la darrera menció datada el 19 de juny de 946.

## Font
- Christian Settipani, La Préhistoire des Capétiens (Nouvelle histoire généalogique de l'auguste maison de France, vol. 1), éd. Patrick van Kerrebrouck, 1993 (ISBN 2-9501509-3-4)